# 54e cérémonie des Filmfare Awards
La 54e cérémonie des Filmfare Awards s'est déroulée le 28 février 2009 à Mumbai en Inde.

## Palmarès

### Récompenses populaires
| Catégorie                             | Lauréat                                                                            |
| ------------------------------------- | ---------------------------------------------------------------------------------- |
| Meilleur film                         | Jodhaa Akbar - réalisé par Ashutosh Gowariker - avec Hrithik Roshan, Aishwarya Rai |
| Meilleur réalisateur                  | Ashutosh Gowariker (Jodhaa Akbar)                                                  |
| Meilleur acteur                       | Hrithik Roshan (Jodhaa Akbar)                                                      |
| Meilleure actrice                     | Priyanka Chopra (Fashion)                                                          |
| Meilleur acteur dans un second rôle   | Arjun Rampal (Rock On!!)                                                           |
| Meilleure actrice dans un second rôle | Kangana Ranaut (Fashion)                                                           |
| Meilleure performance                 | Prateik Babbar (Jaane Tu Ya Jaane Na) & Purab Kohli (Rock On!!)                    |
| Meilleur espoir masculin              | Farhan Akhtar (Rock On!!) & Imran Khan (Jaane Tu Ya Jaane Na)                      |
| Meilleur espoir féminin               | Asin (Ghajini)                                                                     |
| Meilleur compositeur                  | AR Rahman (Jaane Tu Ya Jaane Na)                                                   |
| Meilleur parolier                     | Javed Akhtar (Jodhaa Akbar)                                                        |
| Meilleur chanteur de play-back        | Sukhvinder Singh, pour la chanson Haule Haule (Rab Ne Bana Di Jodi)                |
| Meilleure chanteuse de play-back      | Shreya Ghoshal, pour la chanson Teri Ore (Singh Is Kinng)                          |

### Récompenses spéciales
- Filmfare d'honneur pour l'ensemble d'une carrière : Om Puri et Bhanu Athaiya
- Nouveau talent musical (récompense « RD Burman ») : Benny Dayal
- Sony Filmfare Best Scene of the Year : Rab Ne Bana Di Jodi

### Récompenses des critiques
| Catégorie            | Lauréat                               |
| -------------------- | ------------------------------------- |
| Meilleur film        | Mumbai Meri Jaan de Nishikanth Kamath |
| Meilleur réalisateur | Nishikant Kamat (Mumbai Meri Jaan)    |
| Meilleur acteur      | Manjot Singh (Oye Lucky! Lucky Oye!)  |
| Meilleure actrice    | Shahana Goswami (Rock On!!)           |

### Récompenses techniques
| Catégorie                      | Lauréat                                                            |
| ------------------------------ | ------------------------------------------------------------------ |
| Meilleure histoire             | Abhishek Kapoor (Rock On!!)                                        |
| Meilleur scénario              | Yogesh Vinayak Joshi & Upendra Sidhaye (Mumbai Meri Jaan)          |
| Meilleurs dialogue             | Manu Rishi (Oye Lucky! Lucky Oye!)                                 |
| Meilleure cinematographie      | Jason West (Rock On!!)                                             |
| Meilleure direction artistique | Vandan Kataria et Monica Angelica Bhowmick (Oye Lucky! Lucky Oye!) |
| Meilleure chorégraphie         | Longines (Jaane Tu Ya Jaane Na)                                    |
| Meilleur son                   | Vinod Subramanian et Baylon Fonseca (Rock On!!)                    |
| Meilleur costume               | Manoshi Nath et Rushi Sharma (Oye Lucky! Lucky Oye!)               |
| Meilleurs effets spéciaux      | Merzin Tavaria (Love Story 2050)                                   |
| Meilleure action               | Peter Hein (Ghajini)                                               |
| Meilleure musique              | AR Rahman (Jodhaa Akbar)                                           |
| Meilleur montage               | Amit Pawar (Mumbai Meri Jaan)                                      |